# هوهانس آقازاری لازاریان

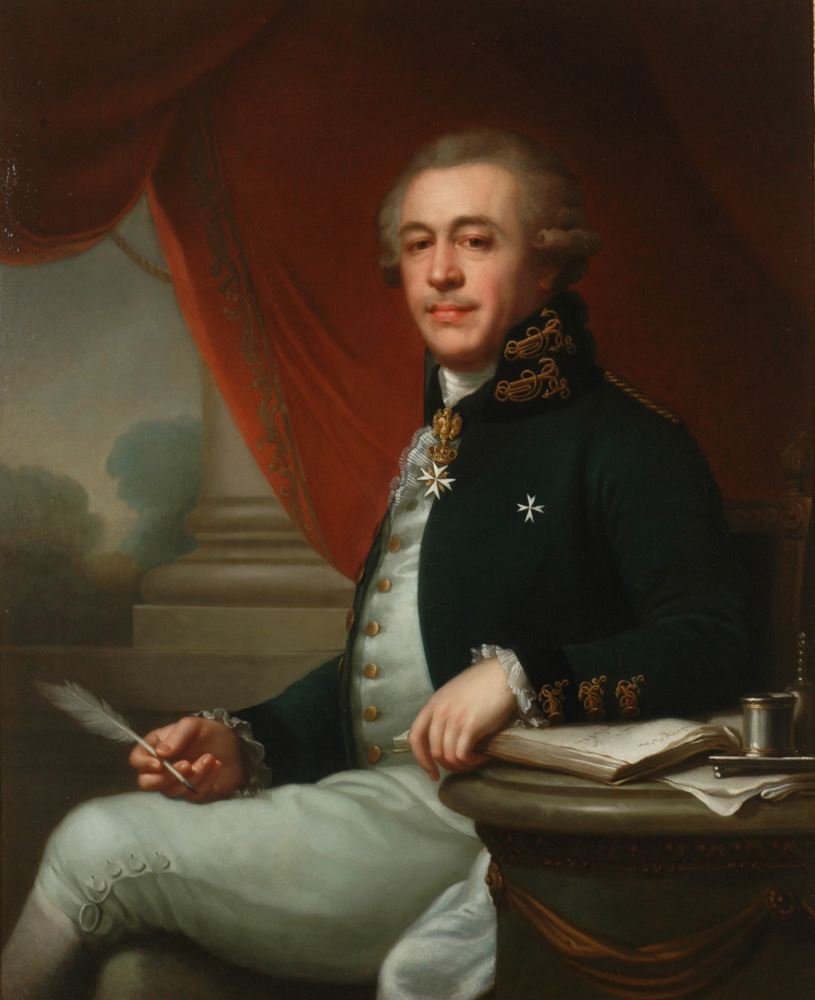
پرتره هوهانس لازاریان اثر یوهان باپتیست فون لامپی بزرگ، ۱۷۹۰

هوهانس آقازاری لازاریان ارمنی: Հովհաննես Աղազարի Լազարյան؛ انگلیسی: Hovhannes Lazarian در منابع اروپایی معروف به
ایوان لازارویچ لازاروف (روسی: Иван Лазаревич Лазарев ; ۱۷۳۵ – ۲۰ اکتبر سال ۱۸۰۱) یک جواهرساز ارمنی بود که از ثروتمندترین حامیان در روسیه تحت کاترین کبیر بود.
او در محله ارمنی‌نشین اصفهان، جلفای نو، در ایران متولد شد و در دهه ۱۷۶۰ به سنت پترزبورگ نقل مکان کرد.